# Trubschachen
Trubschachen (tot 1867 officieel in het Duits Innerer Lauperswilviertel) is een gemeente en plaats in het Zwitserse kanton Bern, en maakt deel uit van het district Emmental.
Trubschachen telt 1.423 inwoners.